# Sara Lidman

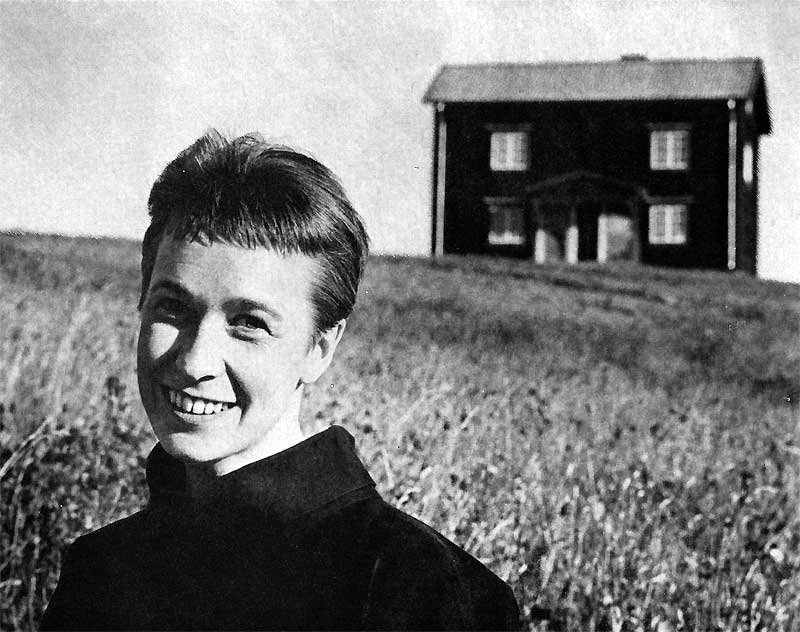
Sara Lidman i Missenträsk, 1960.

Sara Adéla Lidman, född 30 december 1923 i Missenträsk, Jörns församling, Västerbotten, död 17 juni 2004 i Umeå, var en svensk författare. Hon debuterade som författare med romanen Tjärdalen 1953 och blev en av 1900-talets stora svenska (arbetar)författare. Åren 1955–1963 var Lidman ledamot av Samfundet De Nio.

## Biografi
Sara Lidman växte upp på en mindre gård i byn Missenträsk i Västerbotten som dotter till makarna Andreas och Jenny Lidman. Under en sanatorievistelse i ungdomen kom hon i kontakt med böcker vilket ledde till att hon tog realexamen per korrespondens. Efter att ha avlagt studentexamen som privatist och innehaft diverse tillfälliga anställningar började hon studera vid Uppsala universitet, där hon avlade filosofie kandidatexamen 1949. Enligt en artikel i Svenska Dagbladet var Lidman gift med läkaren och röntgenologen docent Hans Gösta Skarby (1907–2003) när hennes första bok Tjärdalen kom ut 1953. På 1950-talet hade hon en flerårig romans med sin författarkollega Ivar Lo-Johansson.
År 1960–1961 bodde Lidman i Sydafrika där hon bland annat träffade den framtida nobelpristagaren Nadine Gordimer. I Johannesburg upplevde Lidman apartheid-systemet och inspirerades till sin senare bok Jag och min son (1961). På grund av samröre med den svarte oppositionspolitikern Peter Nthite (1929–2010) åtalades Lidman för brott mot Sydafrikas morallag och hotades med mångårigt fängelsestraff. Åtalet lades ned efter påtryckningar från FN:s generalsekreterare, svensken Dag Hammarskjöld, mot löfte om att Lidman skulle lämna Sydafrika för att aldrig återvända.
Lidman engagerade sig i kampen mot atomvapen, mot apartheid och USA:s krig i Vietnam. Vid mitten av 1970-talet flyttade hon tillbaka till hembyn Missenträsk och skrev bland annat en serie romaner om moderniseringen och koloniseringen av Norrland. Mot slutet av sitt liv bodde hon i en författarbostad på Gammlia i Umeå.
Sara Lidman vilar i familjegraven i sin västerbottniska hembygd på Österjörns kyrkogård, vackert belägen vid Jörnsträsket.  "Lev!" uppmanar gravstenen.

### Författarskapet
Sara Lidman framstår som en av den svenska litteraturens viktigaste författare under 1900-talet. Som romanförfattare har hon skapat sig ett eget språk, en poesiprosa som väver samman det bibliska med det dialektala, det sköra med det burleska, det översinnliga med det vardagliga. Det språkligt banbrytande följer henne från debuten 1953 till det mäktiga Jernbaneeposet 1975–1985. Politiskt är hon mest känd för sin agitation under Vietnamkriget då hon spelade en avgörande roll för att vända opinionen. Men hennes engagemang sträcker sig från debatten om svenskt atomvapen 1958–1959 till kriget mot Irak 2003 och gäller praktiskt taget alla orättvisor och missförhållanden: kolonialism, apartheid, pornografi, glesbygdsutarmning, miljöförstöring, litterär förflackning (det hon kallar kioskvälde), orimliga arbetslivsförhållanden. Som debattör och agitator utvecklade hon ett språk med en sällan hörd förening av saklighet, känslostyrka, snabbhet och rörlighet. Om en av hennes debattböcker skriver Karl Vennberg: "Och det som i sista hand betvingar: viljans renhet, hos henne på ett unikt sätt förenat med värme, vädjan och levande samhörighet." 
Sammanlagt utkom Sara Lidman med ett tjugotal romaner. De första fyra utspelas i Västerbotten under tidigt 1900-tal och har som huvudscen hennes skapelse Ecksträsk, X-träsk, byn i världen. Hon slog igenom stort; debutromanen Tjärdalen slog ett försäljningsrekord som stod sig till 1976 och har kallats en av 1900-talets mest lyskraftiga svenska romandebuter. Litteraturprofessorn Annelie Bränström-Öhman har beskrivit den som "en generationsroman, för den dåtida landsbygdens och i synnerhet den norrländska glesbygdens ungdomar". Hösten 2016 turnerade Riksteatern landet runt med en musikteaterversion av romanen Tjärdalen.

#### Jernbanesviten
Med "Jernbanesviten" (1977–1999) – en romanserie som målar upp ett avgörande skede i den moderna tidens ankomst till norra Sverige: järnvägen och uppköpen av skog – kom Lidman att betraktas som en av Sveriges allra främsta författare.
Romanernas huvudperson är Didrik Mårtensson, en småbrukarson som driven av sin lidelse för "jernbanan" – för honom det medel som skall bryta byns isolering – blir socknens ordförande och en av de ledande i trakten. Han snärjs av de kapitalistiska krafterna, anklagas för förskingring och fängslas; ironiskt nog sänds han som fånge på ett av de första tåg som trafikerar banan. Berättelsen speglar universella koloniala förlopp, inte minst i hur erövrarna tar hjälp av en "bygdens son" för att röja väg för exploateringen av ett land. Framför allt bärs den av den mogna författarens fullödiga språk. 
Jernbanesviten omfattar fem romaner, med två fristående fortsättningar. De centrala romanerna är Din tjänare hör (1977), Vredens barn (1979), Nabots sten (1980), Den underbare mannen (1980), och Järnkronan (1980). Som fristående fortsättningar till berättelserna i romansviten kan de senare romanerna ses: Lifsens rot (1996) och Oskuldens minut (1999).

#### Biografi och arkiv
En biografi över Sara Lidman utkom 1998, Sara – i liv och text, skriven av Birgitta Holm, med en lätt reviderad upplaga 2005.
Ett personarkiv efter Lidman finns på Umeå universitetsbibliotek, avdelningen Arkiv och specialsamlingar (tidigare Forskningsarkivet).

## Sara Lidman i kulturen

### I andras konst
Sara Lidman är också själv föremål för konstnärliga yttringar. Hon figurerar som ett av tio ansikten i Siri Derkerts väggrelief Sverigeväggen, uppförd vid Kungsträdgården 1967–69. Sara Lidman (3:a f. v.) är också en av de personer som avbildas i Pye Engströms skulptur Efter badet som sedan 1976 är placerad utanför Västertorpsbadet i Stockholm. I Umeå invigdes 2012 konstverket Lev!, vars 170 meter långa glasvägg i gång-/cykeltunneln under Umeå centralstation utsmyckats med ett 30-tal citat ur Lidmans verk.
Pjäsen Sara Sara Sara – Starka kvinnor pinkar stående av America Vera-Zavala sattes upp på Västerbottensteatern (2014) och Stockholms stadsteater (2015).

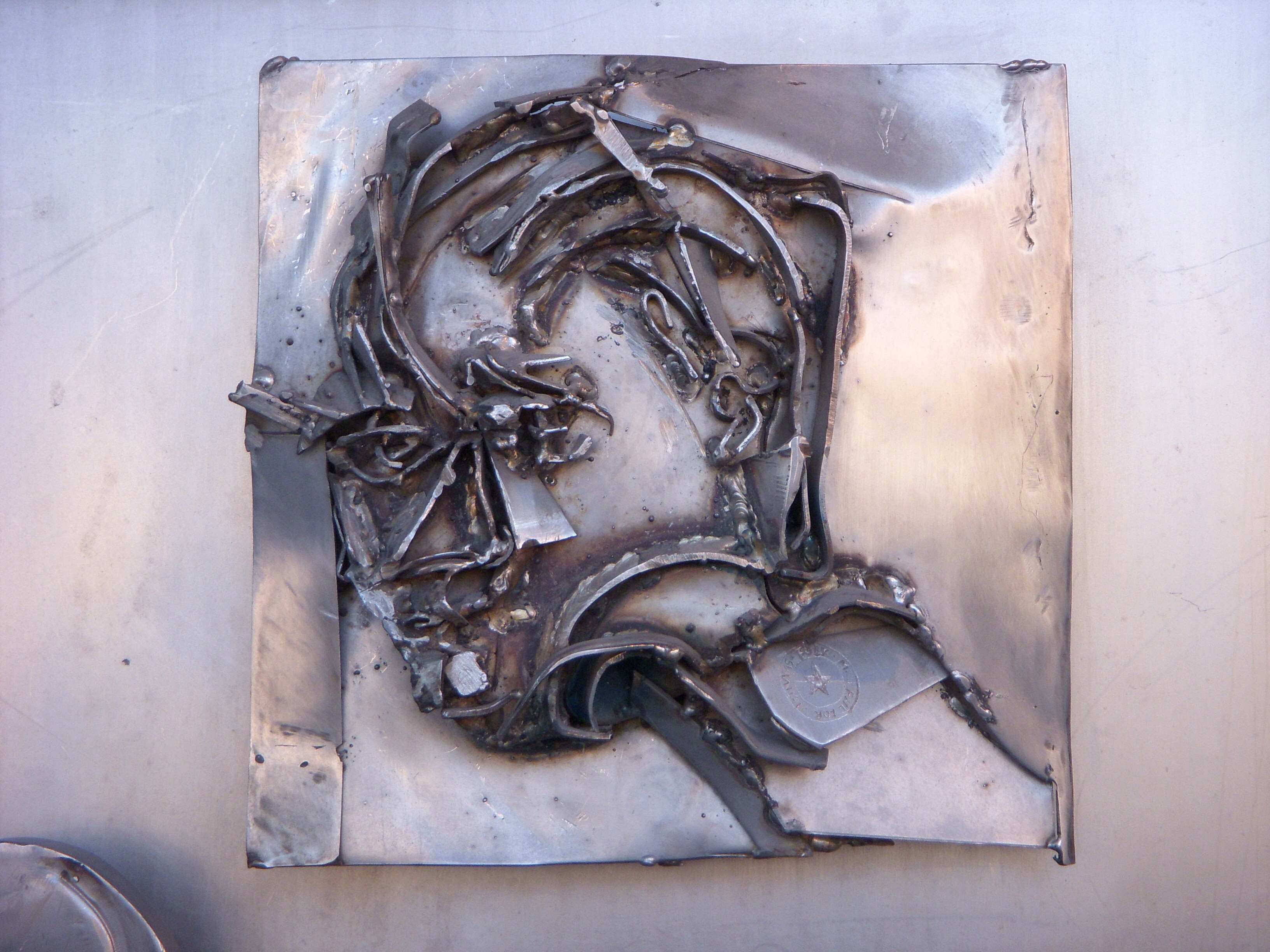
Sara Lidman, från Sverigeväggen.
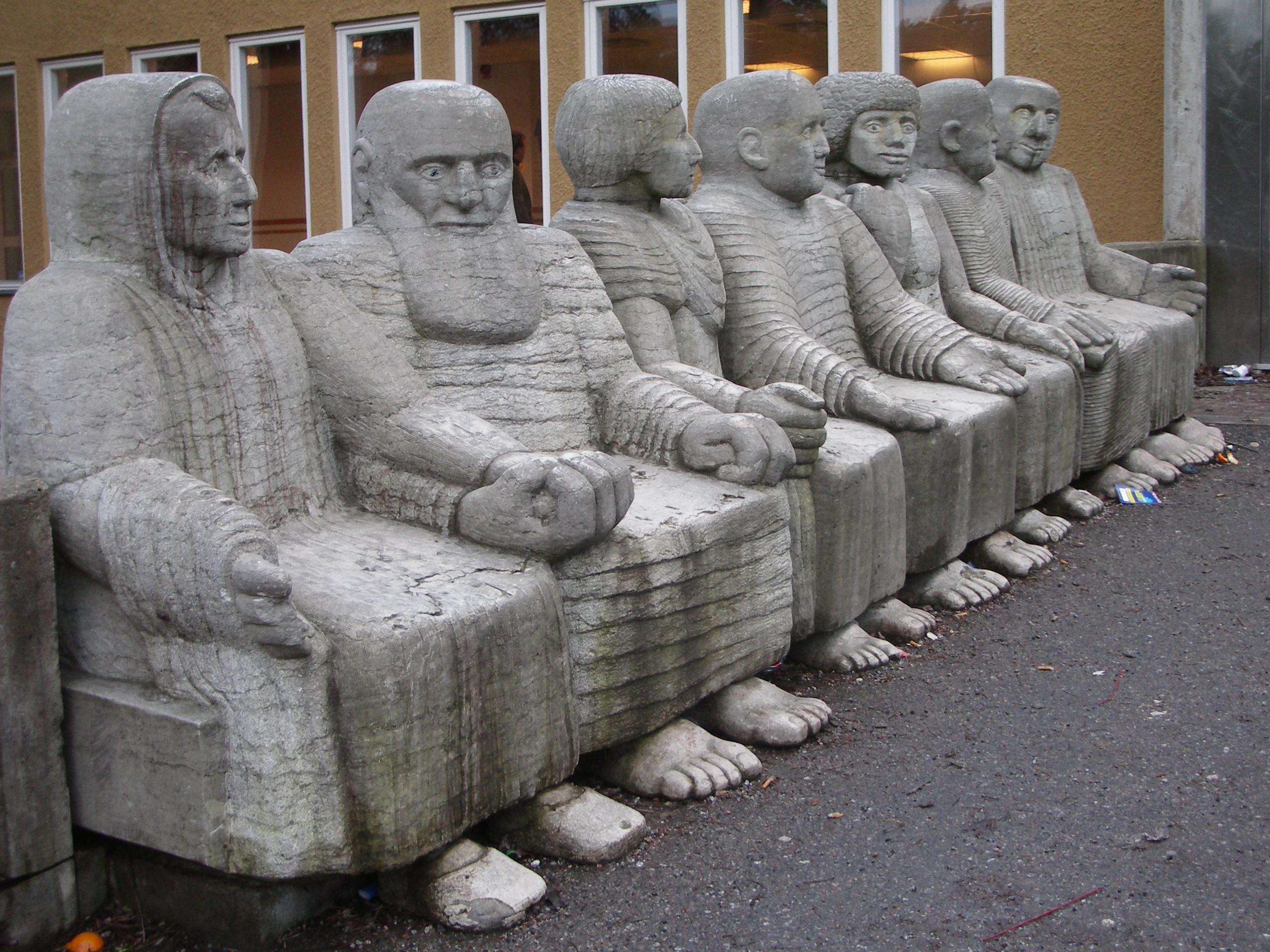
Sara Lidman (3:a f. v.) i skulpturen Efter badet.
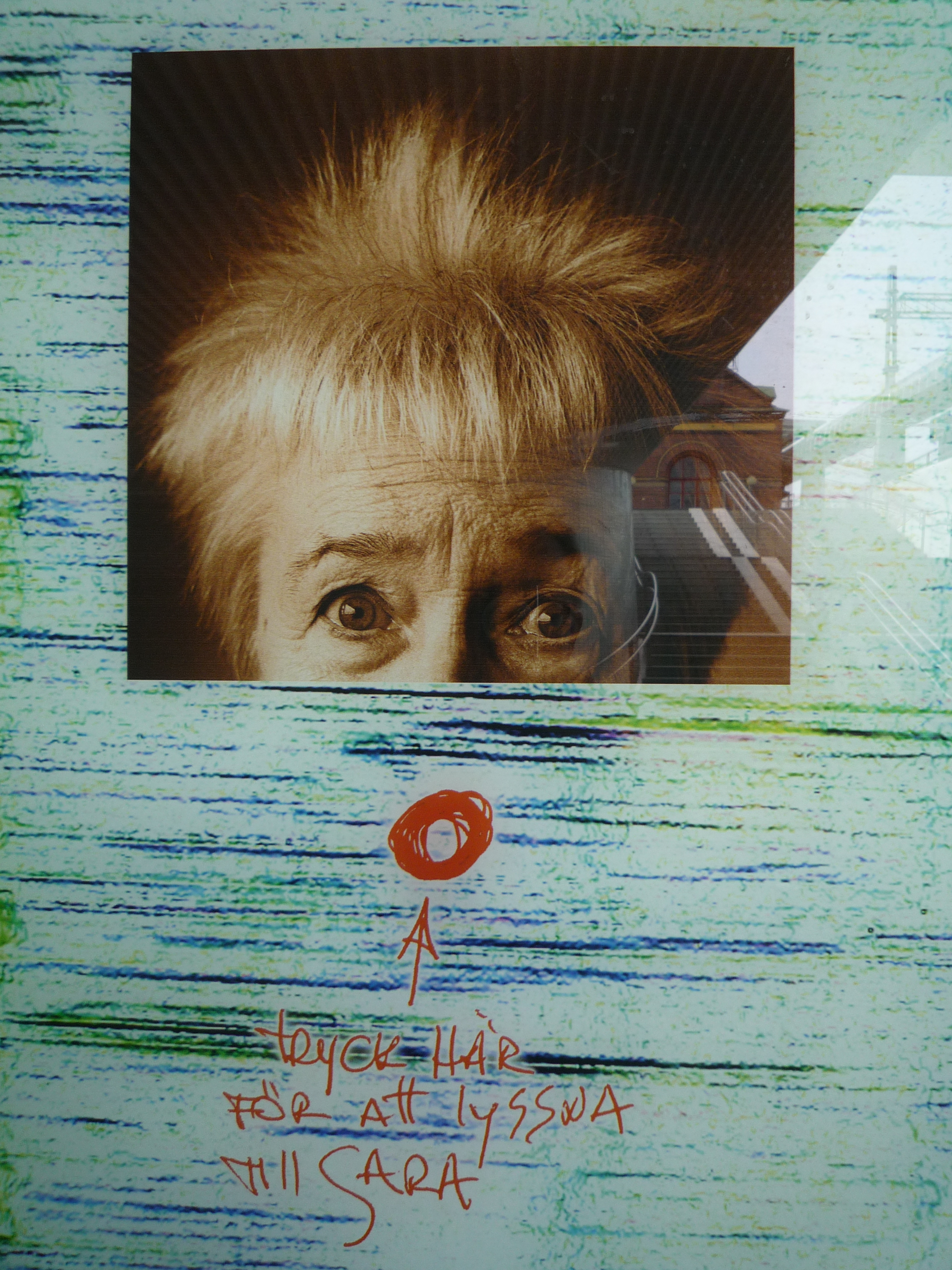
En del av konstverket Lev!.

### Övrigt
År 2003 donerades Sara Lidmans hemgård i Missenträsk till Umeå universitets stiftelse Lars Färgares gård, med tanken att det skulle hyras ut till författare, kulturskapare och forskare som ”söker en kreativ och avskild arbetsmiljö eller rekreation några veckor”. År 2024 aviserade Umeå universitet att gården skulle säljas, då det saknades pengar till drift och underhåll, men efter ett upprop signerat av författare och forskare från Västerbotten, har Umeå universitet börjat arbeta för en upprustning.
2009 fick Lidman en gata på Kungsholmen i Stockholm uppkallad efter sig. Sedan 2015 finns på Norrböle i Skellefteå, kommunen där Sara Lidman är uppvuxen, Anna-Stavas gata och kvarteret Hjortronlandet uppkallade efter hennes verk.
Sara Lidman-priset delas ut av Sara Lidman-sällskapet sedan 2013.
8 september 2021 öppnade Sara kulturhus i Skellefteå, som fick sitt namn efter Sara Lidman.

## Utnämningar
- Ledamot av Samfundet De Nio på stol nr 8, 1955–1963
- Filosofie hedersdoktor vid Umeå universitet 1978
- 1989 invaldes hon i Kungliga Skytteanska Samfundet.
- Tilldelades professors namn 1999

## Priser och utmärkelser
- 1953 – Svenska Dagbladets litteraturpris
- 1956 – BMF-plaketten för Hjortronlandet
- 1956 – Landsbygdens författarstipendium
- 1956 – Boklotteriets stipendiat
- 1957 – Boklotteriets stipendiat
- 1961 – Doblougska priset
- 1964 – Tidningen Vi:s litteraturpris
- 1964 – Östersunds-Postens litteraturpris
- 1967 – Litteraturfrämjandets stipendiat
- 1968 – Litteraturfrämjandets stora pris
- 1977 – De Nios Stora Pris
- 1979 – Zornpriset
- 1980 – Nordiska rådets litteraturpris för Vredens barn
- 1985 – Stiftelsen Selma Lagerlöfs litteraturpris
- 1986 – Litteraturfrämjandets stora romanpris
- 1987 – Hedenvind-plaketten
- 1991 – Aniarapriset
- 1992 – Ivar Lo-priset
- 1993 – Harry Martinson-priset
- 1993 – Gerard Bonniers pris
- 1996 – Moa-priset
- 1997 – Litteris et Artibus
- 1998 – Stig Sjödinpriset
- 1998 – Sixten Heymans pris
- 1999 – Pilotpriset
- 1999 – Professors namn
- 1999 – Svenska talarpriset
- 2001 – Ivar Lo-Johanssons personliga pris